# Appleby (Invercargill)
Pour les articles homonymes, voir Appleby.
Appleby  est une banlieue d’Invercargill, la ville la plus au sud de l’Île du Sud de la Nouvelle-Zélande. La banlieue inclut Appleby Park.

## Démographie
La zone statistique de Crinan fait partie d'Appleby mais ne comprend que sa moitié nord, le reste faisant partie de la zone statistique de Kew. 
Crinan couvre 0,82 km2 et a une population estimée à 1 970 personnes en juin 2022 avec une densité de la population de 2 402 personnes par km2.
La zone de Crinan avait une population de 1 734 résidents lors du recensement néo-zélandais de 2018, en augmentation de 150 personnes (9,5 %) depuis le recensement néo-zélandais de 2013 et en augmentation de 300 personnes (20,9 %) par rapport à celui de 2006. 
Il y a 759 logements avec 909 hommes et 825 femmes, donnant un sexe-ratio de 1,1 homme pour une femme.
L’âge médian est de 32,8 ans (comparé avec les 37,4 ans au niveau national), avec 273 personnes (15,7 %) âgées de moins de 15 ans, 507 personnes (29,2 %) âgées de 15 à  29 ans, 762 personnes (43,9 %) âgées de 30 à 64 ans, et 195 personnes (11,2 %) âgées de 65 ans ou plus.
L'ethnicité est pour 65,7 % européens/Pākehā, 22,0 % maorie, 3,1 % personnes venant du Pacifique, 19,9 % d'origine asiatique et 2,2 % d'une autre ethnicité (le total peut faire plus de 100 % dans la mesure où une personne peut s'identifier avec de multiples ethnicités en fonction de sa parenté).
La proportion de personnes nées outre-mer est de 24,0 %, comparée avec les 27,1 % au niveau national.
Bien que certaines personnes refusent de répondre à la question du recensement concernant leur religion, 51,0 % n’ont aucune religion, 30,4 % sont chrétiens, 3,1 % sont hindouistes, 1,6 % sont musulmans, 0,7 % sont bouddhistes et 5,0 % ont une autre religion.
Parmi ceux d’au moins 15 ans d’âge, 225 personnes (15,4 %) ont une licence ou un degré supérieur et 402 personnes (27,5 %) n’ont aucune qualification formelle. 
Le revenu médian est de 19,400 $, comparé avec les 31,800 $ au niveau national.
51 personnes (3,5 %) gagnent plus de 70,000 $ comparé avec les 17,2 % au niveau national.
Le statut d’emploi de ceux d’au moins 15 ans d’âge est pour 543 personnes (37,2 %) : un emploi à temps plein, pour 252 personnes (17,2 %) un emploi à temps partiel  et 111 personnes (7,6 %) sont sans emploi